# El mal de Montano
El mal de Montano es una novela del escritor español Enrique Vila-Matas, publicada inicialmente en noviembre de 2002 por la colección «Narrativas hispánicas» de la Editorial Anagrama, y luego en 2007 en la colección «Compactos» de la misma editorial, con otro diseño y portada. En 2012 fue publicada por la editorial Seix Barral.
Por esta obra Vila-Matas obtuvo el Premio Herralde en 2002, así como varios otros premios en los años siguientes.
Al igual que todos sus libros, este está dedicado a su cónyuge Paula Massot, bajo el apelativo de Paula de Parma, quien en la novela aparece retratada ficticiamente bajo el nombre de Rosa.

## Argumento y estructura
La novela está dividida en cinco capítulos, y como dice en la contraportada de la edición de Anagrama, su estilo se encuentra «a caballo entre el diario íntimo y la novela, el viaje sentimental, la autoficción y el ensayo».

### I. El mal de Montano
El narrador, un crítico literario, escribe un diario personal en que describe el «mal de Montano», esto es, la obsesión desmedida por la literatura, que padecen tanto él como su hijo Montano. Su hijo es escritor y pasa por una crisis literaria que no le permite escribir. El narrador, por su parte, no puede dejar de vivirlo todo literariamente. Buscando combatir su enfermedad, el narrador realiza un viaje a Chile, donde conoce a Tongoy (personaje inspirado en el actor Daniel Emilfork, a quien Vila-Matas conoció en verdad), con quien entablará amistad, y luego ayuda a su esposa Rosa a rodar una película-documental en la Isla del Pico (con Tongoy actuando en ella), en los Azores de Portugal, pero su mal va empeorando progresivamente, al mismo tiempo que su diario se va transformando en novela.

### II. Diccionario del tímido amor a la vida
El narrador desmiente una buena parte de la veracidad del diario del primer capítulo. En un segundo diario confiesa, entre otras cosas, que su hijo no existe, que él es el verdadero escritor y que logró salir de su bloqueo literario publicando el diario anterior, convertido en novela. Luego el escritor, que firma sus libros bajo el nombre de su madre, Rosario Girondo, comienza a escribir sobre diarios de vida de distintos escritores tales como Henri-Frédéric Amiel, Salvador Dalí, André Gide, Virginia Woolf, Witold Gombrowicz, Franz Kafka, Katherine Mansfield, W. Somerset Maugham, Henri Michaux, Cesare Pavese, Fernando Pessoa, Sergio Pitol, Jules Renard, Paul Valéry y el personaje de su novela homónima, Monsieur Teste, así como el de la propia Rosario Girondo. A través de estas menciones y análisis, el narrador va rehuyendo de la vida y encarnándose más en la literatura misma, al mismo tiempo que intenta librarse del mal de Montano y busca «la creación de mí mismo y una mejora moral».

### III. Teoría de Budapest
El narrador realiza una conferencia en Budapest, Hungría, sobre el diario personal como estilo narrativo. En su discurso, se refiere extensamente a su amigo Tongoy y su pareja Rosa, quienes lo acompañan durante el viaje y de quienes se comienza a despedir irremediablemente, asumiendo que éstos lo engañan.

### IV. Diario de un hombre engañado
El narrador describe una fuga mental en que se desdobla en otros personajes literarios o conectados con la literatura, al mismo tiempo que se siente envejecido y absolutamente solo en el mundo.

### V. La salvación del espíritu
El narrador asiste a un congreso literario en los Alpes suizos, cerca de Basilea, donde es el único español junto a puros escritores germano parlantes mediocres. Pareciera que las fuerzas enemigas de lo literario fueran a vencer a sus defensores, entre los que se considera parte, pero al final quizás siempre se vislumbra alguna esperanza.

## Premios
La obra ha obtenido los siguientes premios:
- 2002 - XX Premio Herralde de Novela, España
- 2003 - Prix Médicis - Roman Etranger, Francia
- 2003 - Premio Nacional de la Crítica, España
- 2003 - Premio del Círculo de Críticos de Chile, Chile
- 2006 - Premio Internacional Ennio Flaiano de Narrativa, Italia